# Federazione Italiana Badminton
Die Federazione Italiana Badminton (FIBa) ist die oberste nationale administrative Organisation in der Sportart Badminton in Italien. Der Verband wurde 1976 gegründet.

## Geschichte
Ein erster italienischer Badmintonverband existierte von März 1961 bis 1966 in Padua, gegründet von Raimondo Simonetti. Dieser Verband war von Juli 1961 an Mitglied im Weltverband. Weitere Zentren des Badmintonsports in Italien waren Meran und Bozen. Am 16. Juni 1974 teilte ein Cavalier Aurelio Chiappero dem italienischen nationalen Sportbund mit, eine Federazione Italiana del Volano (FIDV) gründen zu wollen. 1976 konstituierte sich die Associazione Italiana Badminton (A.I.B), welcher sich Squash zur Associazione Italiana Badminton Squash (A.I.B.S.) anschloss. In der Folge wurde der Verband Mitglied in der Badminton World Federation, damals als International Badminton Federation bekannt, und 1977 Mitglied in der European Badminton Union.

## Bedeutende Veranstaltungen, Turniere und Ligen
- Italian International
- Italienische Meisterschaft
- Mannschaftsmeisterschaft
- Juniorenmeisterschaft
- Coppa Italia

## Präsidenten
- 1961–1966: Raimondo Simonetti
- 1976–1989: Aurelio Chiappero
- 1989–2004: Rodolfo La Rosa
- 2004–2017: Alberto Miglietta
- seit 2017: Carlo Beninati